# Alla conquista di un impero
Alla conquista di un impero è un romanzo di avventura di Emilio Salgari pubblicato da Donath in 25 dispense tra il 1906 e il 1907 con il titolo Alla conquista di un trono e in volume, con il titolo definitivo e illustrazioni di Alberto Della Valle, nel 1907. È il sesto capitolo del cosiddetto ciclo indo-malese dello scrittore veneto, nonché il primo ambientato in Assam, stato dell'India orientale.
Continuando una tradizione iniziata con il precedente Il Re del Mare, Salgari inverte i ruoli in quello che, a tutti gli effetti, «è il romanzo di Yanez, il comprimario con un fascino sempre vincente»: il portoghese, fin dalla prima pagina, si assume infatti responsabilità e rischi non da poco, giocando a carte coperte persino con il suo fraterno amico Sandokan, quasi totalmente all'oscuro delle sue mosse. Yanez interpreta la nuova avventurosa missione dei "tigrotti" (quella di restituire il trono dell'Assam a Surama) alla stregua di una sorta di gioco, all'interno del quale farà sfoggio di eclettismo, trasformismo e notevole senso dell'umorismo.
Come già nel precedente Le due tigri, anche per quest'episodio Salgari fa ricorso ad un notevole uso della simbologia, non disdegnando il ritorno a qualche topos caratteristico della sua produzione; è da ascrivere al primo aspetto, ad esempio, la lotta ingaggiata con la pericolosa "Tigre Nera" dalla "Tigre Bianca" Yanez, che finisce per avere la meglio. Per quanto riguarda, invece, il ricorso a temi ricorrenti, non manca quello del metateatro, già sperimentato ne I pirati della Malesia: in questo caso, Salgari ripesca dall'Amleto di William Shakespeare l'episodio in cui il protagonista fa inscenare dinanzi agli occhi dello zio "L'assassinio di Gonzago" e lo adatta alle sue esigenze letterarie. 

## Trama
Sindhia è il rajah dello stato indiano dell'Assam, che ha conquistato il potere eliminando tutti i suoi parenti legittimi pretendenti al trono e vendendo sua cugina Surama ai Thugs. All'oscuro dell'amico Sandokan, Yanez si introduce nelle stanze del primo ministro del rajah: dapprima, si finge un famoso milord inglese, amico intimo della regina Vittoria, poi lo rapisce, con l'intento di farsi dire da lui il luogo dov'è tenuta la pietra di Salagram, manufatto importantissimo per i fedeli indù; Yanez può dunque rubarla e presentarsi, ancora sotto mentite spoglie, dal rajah in persona, raccontando di averla recuperata. Sindhia ne è talmente felice da ammetterlo quale cacciatore di corte al suo palazzo e coprirlo di offerte di premi, che Yanez, da buon "inglese", rifiuta. Intanto, Sandokan, alla guida di un folto drappello di pirati del Borneo, è nascosto nella giungla, nei sotterranei di una pagoda, e non aspetta altro che il momento propizio per entrare in azione.

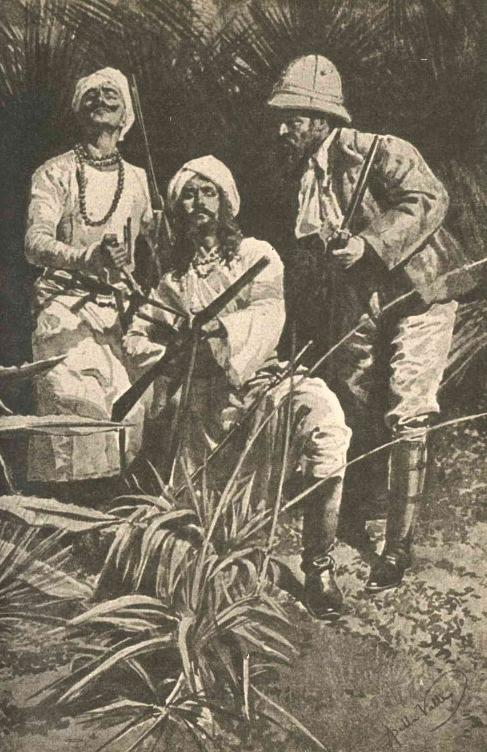
Tremal-Naik, Sandokan e Yanez in un'illustrazione di Alberto Della Valle

Ma i piani dei due eroi salgariani sono turbati dall'astutissimo consigliere di corte, il greco Teotokris, che intuisce che qualche pericoloso raggiro è in atto; così, tenta prima di sbarazzarsi di Yanez, mandandolo a caccia della terribile tigre nera (che Yanez, abilmente, uccide), poi prova a corromperlo affinché lasci la corte, e infine lo sfida ad un duello da cui esce vivo per miracolo. Proseguendo così i suoi piani, Yanez arriva a far inscenare da una compagnia di attori un dramma che narra di un tiranno che, proprio come Sindhia, elimina tutti i suoi parenti per accaparrarsi la corona.
La situazione, però, precipita e una serie di infausti avvenimenti conducono Yanez alla prigionia e Surama al rapimento da parte di Teotokris. Sandokan e Tremal-Naik escono allora allo scoperto: liberata l'aspirante rhani, raggiungono le montagne di Sadhja, dove migliaia di uomini, fedeli alla memoria del defunto padre della ragazza, si schierano al loro fianco. Con quest'iniezione di forze fresche, ridiscendono il fiume Brahmaputra e attaccano la città: Sindhia viene così deposto e poi, ormai folle, internato in un ospedale psichiatrico di Calcutta. Yanez e Surama convolano finalmente a nozze, mentre Sandokan torna in Malaysia, con un nuovo obiettivo: riprendersi il trono di famiglia.

## Edizioni
- Emilio Salgari, Alla conquista di un impero, Antonio Vallardi Editore, 1971,  p. 431.
- Emilio Salgari, Alla conquista di un impero, Salgariana, Ugo Mursia,  p. 320, ISBN 978-88-425-2947-7.